# Provincia di Latina
La provincia di Latina è una provincia italiana del Lazio di 566 920 abitanti. Si estende su una superficie di 2 256,16 km² e comprende 33 comuni. Confina a nord con la provincia di Frosinone, a nord-ovest con la città metropolitana di Roma Capitale, a sud con la provincia di Caserta  e con il mar Tirreno.

## Storia

### Provincia di Littoria

Stemma della provincia di Littoria

La provincia fu istituita con il nome di provincia di Littoria il 18 dicembre 1934 comprendendo il territorio appena bonificato della palude pontina ai tempi provincia di Roma e parte dell'antica provincia campana di Terra di Lavoro coincidente con l'area settentrionale del circondario di Gaeta. La conformazione paesistica e territoriale dell'Agro Romano e Pontino risale quindi prevalentemente agli anni della bonifica (1929-1935) e delle conseguenti colonizzazione e appoderamento e fondazioni di nuovi centri (Littoria, Sabaudia, Pontinia, Aprilia, Pomezia, Cisterna di Latina), caratterizzati da un'architettura di tipo razionalista e una quindicina di borghi rurali.
Tutto il territorio ha conosciuto successivamente una notevole crescita, con significative trasformazioni e ampliamenti delle aree strettamente urbane, e una conseguente evoluzione territoriale che però non ha significativamente alterato l'impianto originario.

### Simboli

Gonfalone della provincia

Lo stemma della provincia, concesso con Decreto del Presidente della Repubblica del 30 giugno 1954, ha la seguente descrizione:
Il gonfalone si presenta come un drappo partito di verde e di porpora.

## Geografia fisica

### Morfologia
La provincia di Latina si estende per 2.250 km² ed è compresa fra le foci del fiume Astura a nord e la foce del fiume Garigliano. Morfologicamente parlando, il territorio provinciale non è affatto unitario ma è formato da parti nettamente distinte. Da un lato i rilevi montuosi e collinari dei Monti Lepini, con la vetta del monte Semprevisa (1536 m), dei Monti Aurunci e dei Monti Ausoni che toccano i 1533 m con il Monte Petrella: al loro interno si aprono le piccole piane di Fondi e di Minturno e digradano verso il mare con la penisola rocciosa di Gaeta; dall'altro, la vasta pianura dell'Agro Pontino, ricoperta in passato da estese e malsane paludi è stata bonificata negli anni trenta. Il clima è semicontinentale sui rilievi (anche se la temperatura scende raramente sotto lo 0 e solo sulle cime nevica ogni inverno); e mediterraneo, con estati calde e inverni miti, sulla pianura.
Rientra inoltre nella provincia l'arcipelago delle Isole Ponziane, amministrativamente divise nei due comuni di Ponza e Ventotene.

### Le acque interne
Pochi e scarsi i laghi nella provincia. Lungo la costa si susseguono i laghi salati e costieri di Fogliano, Caprolace, dei Monaci, Paola (il più vasto), mentre alle spalle di Terracina si apre il lago di Fondi di origine carsica, uno dei pochi d'acqua dolce. Oltre all'Astura ed al Garigliano, i principali corsi d'acqua sono prevalentemente i torrenti che scendono dai Monti Lepini e poi nella pianura vengono incanalati e portati fino al mare. Va segnalato, per il suo valore storico e naturalistico il lago di Ninfa.

## Natura

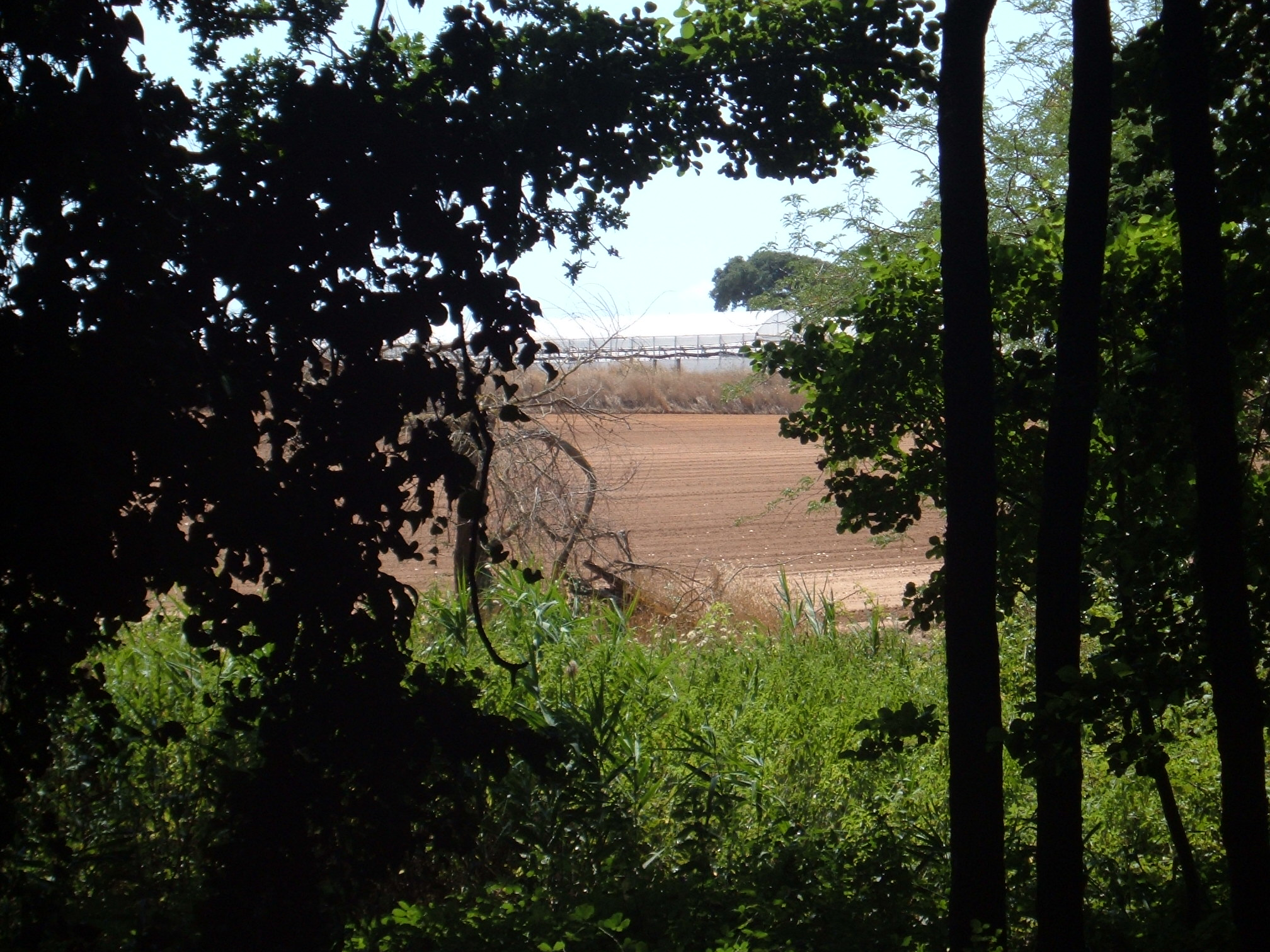
Campi coltivati presso Sabaudia

Fa completamente parte della provincia di Latina il parco nazionale del Circeo, che tutela gli ultimi lembi della foresta e delle paludi che anticamente ricoprivano gran parte dell'area provinciale. Nel territorio (Borgo Sabotino) si trova una centrale nucleare, dismessa dopo il referendum del 1987.

## Economia
L'economia della provincia si basa sulle attività agricole, che, grazie a ottimi investimenti in settori di qualità, continuano a ricoprire un ruolo centrale nell'economia provinciale e sul turismo. A Fondi sorge il secondo centro di distribuzione agroalimentare all'ingrosso d'Europa (MOF), secondo solo a quello di Parigi, che movimenta circa 1,20 milioni di tonnellate di prodotti ortofrutticoli all'anno. L'industria, che si era diffusa moltissimo negli anni settanta e ottanta, grazie alla presenza dell'area provinciale nei fondi della Cassa del Mezzogiorno, ha conosciuto una forte crisi negli anni novanta che ha toccato il fondo con la chiusura di storici marchi come "Pettinicchio", Goodyear, Barilla, Tetra Pak e molti altri. Hanno resistito le industrie chimiche, le cooperative di produttori agricoli e le industrie alimentari e casearie che conoscono una consolidata tradizione. Tra le grandi aziende presenti sul territorio ricordiamo la Plasmon, Heinz Italia, Leonardo Electronics, AbbVie, Recordati, Findus e Mapei, con i propri stabilimenti e uffici per lo più lungo la Via Pontina. In forte crescita il settore terziario, con un grande sviluppo di aziende informatiche, elettroniche, meccaniche, call-center, finanziarie. Conoscono un ruolo importante i porti commerciali di Terracina e Gaeta e la base navale NATO di Gaeta.

### Agricoltura
| Pos. | Utilizzazione dei terreni | Ettari    |
| ---- | ------------------------- | --------- |
| 1    | Pascoli utilizzati        | 21.047,68 |
| 2    | Olive per olio            | 9.372,96  |
| 3    | Altra superficie boscata  | 7.369,75  |
| 4    | Altri erbai               | 7.066,57  |
| 5    | Ortive in piena aria      | 7.050,07  |
| 6    | Mais a maturazione cerosa | 5.825     |
| 7    | Kiwi                      | 5.691,78  |
| 8    | Boschi cedui              | 5.552,03  |
| 9    | Vite                      | 4.001     |
| 10   | Ortive protette           | 2.810,22  |

Secondo i dati ISTAT del 2010, con riferimento alle coltivazioni legnose, superfici a pascolo e boschive escluse, preponderante è la coltivazione di Olive per Olio, coltivazioni ortive (sia all'aria aperta che in serra), mais e kiwi.
I terreni, sottratti negli anni trenta alle paludi, sono intensamente coltivati. Eccellenze sono le zucchine e le carote con foglia, nonché l'allevamento bovino e bufalino. Sviluppata è la frutticoltura, in particolare kiwi e la cultura della vite Moscato e Cacchione. Si producono i seguenti vini D.O.C.: l'Aprilia, il Castelli Romani, il Circeo, il Cori e il Moscato di Terracina.

## Turismo e cultura

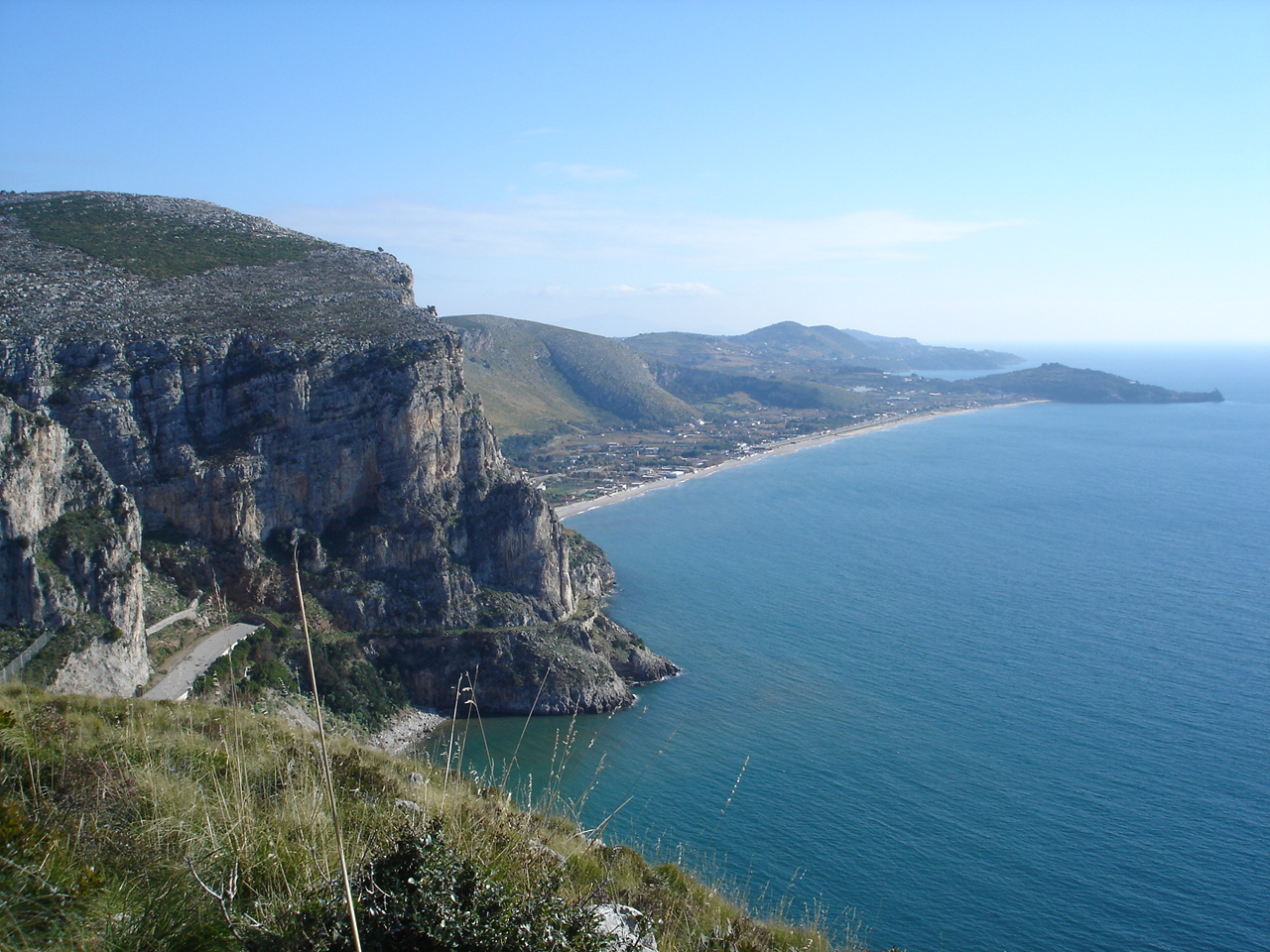
La riviera di Sant'Agostino nel comune di Gaeta

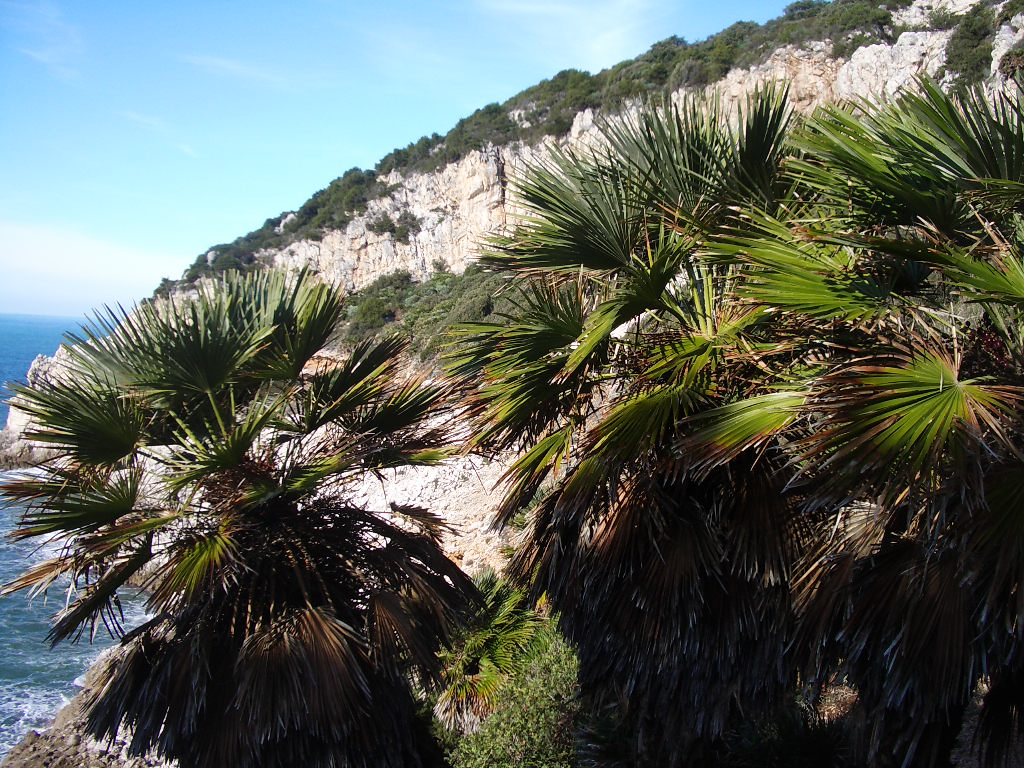
Vegetazione della provincia di Latina

La provincia di Latina offre al turismo una vasta gamma di scelte: si parte dalle celebri mete balneari di Sabaudia, del Circeo, di Sperlonga, di Gaeta e di Terracina, già conosciute e apprezzate ai tempi dei Romani. Oggi, queste coste sono assalite da turisti provenienti da tutta Italia, fra i quali molti protagonisti del mondo della politica, dello sport e dello spettacolo. Oltre alle spiagge, ci sono i gioielli naturalistici del parco nazionale del Circeo e dei Monti Lepini che offrono un patrimonio storico e architettonico notevole, con numerosi borghi medievali, dall'aspetto tranquillo e sereno, oltre alle Abbazie di Valvisciolo e Fossanova, ricche di storia e di cultura. Non ultime le "carissime meraviglie" delle isole ponziane. Tornando sulla terraferma anche Monte san Biagio è meta di molti turisti, ogni anno si tengono qui molte sagre fra cui quella della salsiccia, delle castagne, della capra e così via.

## Infrastrutture e trasporti

### Linee ferroviarie
La provincia è attraversata da due linee ferroviarie: la Roma-Formia-Napoli, classificata dalla RFI come parte della rete ferroviaria nazionale fondamentale, e la Albano-Nettuno, considerata invece parte della rete complementare. Prima del 2012 era attiva anche la ferrovia Priverno-Terracina, linea a singolo binario, dismessa a causa di una frana.

### Linee stradali

#### Strade statali e provinciali
Il territorio provinciale è coperto dalle seguenti strade:
- Strada statale 7 Via Appia
- Strada statale 82 della Valle del Liri, che collega i comuni di Avezzano e Itri
- Strada statale 213 Via Flacca
- Strada statale 609 Carpinetana
- Strada statale 630 Ausonia
- Strada statale 637 di Frosinone e di Gaeta
- Strada statale 148 Pontina,
- Strada regionale 156 dei Monti Lepini

### Porti
Il territorio è servito dal porto di Gaeta, dal porto di Formia e da quello di Terracina.

### Aeroporti
C'è soltanto un aeroporto nella provincia: l'aeroporto di Latina. È sede del 70º Stormo dell'Aeronautica Militare Italiana.

## Provincia pontina
La provincia di Latina viene anche detta talvolta Provincia pontina, ma tale espressione è scorretta dacché l'aggettivo "pontino" è correttamente riferito in senso stretto alla sola pianura pontina ed all'agro che vi insiste, ed in senso lato tuttalpiù anche ai vicini monti Lepini, correlati dal punto di vista socioeconomico: come conseguenza ne risulta sicuramente escluso non solo tutto il territorio peninsulare situato a sud di Terracina, ma anche le isole ponziane e pure l'area di Aprilia, vicina a Latina ma geograficamente appartenente all'Agro romano. Dal dopoguerra e soprattutto negli ultimi decenni i territori a sud dell'Agro Pontino, in contrapposizione ad esso, hanno guadagnato sempre più spesso l'appellativo generico di "sud-pontino", ossia territorio a sud del pontino, e lo stesso aggettivo pontino soprattutto in tempi recenti e nel linguaggio giornalistico viene associato sempre più spesso, anche se impropriamente, all'intero territorio provinciale.

## Dialetto

### Area dell'Agro Pontino
Fatta eccezione per Aprilia (posto a nord della stessa provincia ma di fatto appartenente all'Agro romano e alla conurbazione di Roma Capitale), Latina, Sabaudia, Pontinia, creati dopo la bonifica degli anni trenta, a cui vanno aggiunte le già esistenti Cisterna, San Felice Circeo, Terracina e, per porzioni limitate dei rispettivi territori, Sermoneta e Sezze. Nelle aree urbane il dialetto parlato è sostanzialmente il romanesco ove le vocali sia toniche che atone sono in pratica le stesse della periferia di Roma ad eccezione del dialetto di Cisterna di Latina, oggi sostanzialmente di tipo romanesco ma con un substrato di tipo sabino-laziale, e di San Felice Circeo e zone confinanti, dove il dialetto è ancora collocabile saldamente nel gruppo laziale, simile alle parlate lepine. Il moderno dialetto cisternese si differenzia dal romanesco per poche caratteristiche, di cui le principali sono la sostituzione dell'articolo italiano il o lo con o (ad es. o camio = il camion) e per l'utilizzo generalizzato del verbo ausiliario essere in luogo di avere.
Escludendo i centri urbani, la cui composizione etnica è stata da sempre variegata, la pianura pontina è stata popolata con l'appoderamento voluto dal regime fascista in gran parte da immigrati dal Nord-est d'Italia, maggioritari soprattutto attorno ai paesi rurali tipici di quest'area chiamati Borghi, e per questo spesso definiti comunità venetopontine: in esse ha dominato fino agli anni settanta la lingua veneta, affiancata in ambiti familiari dal friulano e dal ferrarese, successivamente l'uso veicolare del veneto (spesso condiviso anche dai non venetopontini nelle zone marginali o nei borghi abitati anche da famiglie laziali) si è progressivamente indebolito in favore del romanesco, a volte parlato con tratti fonetici settentrionali.
Nelle comunità venetopontine solo le vecchie generazioni oggi utilizzano stabilmente le parlate originarie (per es. il veneto) in modo abbastanza generalizzato, mentre le giovani pur dimostrando larga capacità di comprensione orale solo in qualche caso ne dimostrano un uso attivo limitatamente a poche espressioni con valore gergale. Accanto alle comunità venetopontine sono comunque presenti, anche nella pianura, zone dialettalmente lepine/laziali, in particolare nella fascia pedemontana (parte dei comuni di Sermoneta, Sezze, Pontinia e Terracina), ma anche litorale (parte del comune di Sabaudia, con parlate affini a quella del Circeo), nonché limitate zone in cui sopravvivono sporadicamente e a livello familiare esempi di dialetto marchigiano, anch'esso portato con la bonifica, ma anche vallecorsano legato alla presenza storica di allevatori vallecorsani nell'area dei monti Ausoni tra Terracina e Sonnino.

### Area Lepina
Angìma allo còtto l'acqua voglìta. (Sonnino).
Quanno te crìde de stà a cavàglio no stae mànco a pète. (Sonnino).
I 'mbo mangà no bottigliòno do vìno 'ngìma àgli tavolìno. (Roccasecca dei Volsci).
La léngua nosta è meije e ce scummette, de tutte le parlate de jù mùnne. (Terracina).
Lu uè ju uevë auejë? (San Felice Circeo).
Essa comprende i comuni collinari dei Monti Lepini e della parte più settentrionale degli Ausoni, quindi il territorio oggi pontino appartenuto fino al 1870 allo Stato della Chiesa e da sempre compreso nel Lazio (Cori, Sermoneta, Norma, Sezze, Priverno, Sonnino). Tale territorio rientrava nell'antica "Provincia Romana Marittima"". In questa zona il dialetto parlato è di tipo laziale centro-settentrionale, e va collocato inequivocabilmente nei dialetti mediani. Anche Terracina era una cittadina "pontificia", ma il suo dialetto, pur avendo vari elementi dei dialetti mediani, risente anche di un apporto dei dialetti meridionali, dovuto sia ad immigrazioni a partire dal IX secolo (in particolare nella città bassa) sia a secolari scambi legati all'attività marinaresca, e presenta comunque un'evoluzione particolare. Il dialetto di San Felice Circeo è anch'esso influenzato dalle parlate campane sebbene con esiti diversi rispetto al dialetto terracinese: l'influsso napoletano in questo caso deriva anche da rapporti nei secoli recenti con l'isola di Ponza, di idioma napoletano, oltre che al forte isolamento rispetto alla terraferma vissuto dalla comunità sanfeliciana fino alla bonifica degli anni 30.
Caratteristiche comuni a tutte le parlate sono l'avverbio aècco = qui (Sonnino, a Cori aecchi, a Sezze adecco), mentre a Terracina compare il tipo napoletano accà e a San Felice assà, talvolta con tipico rafforzativo laziale -ne: assàne ; poi ngìma = su, che a Terracina è sòpre; l'utilizzo dell'ausiliario "essere", nei verbi (es. té so dìtto, té so parlato, me sì sentito ecc.); nella maggior parte dei comuni Lepini, nella morfologia verbale, troviamo alla prima persona plurale forme come arrivìmo (arriviamo), vedìmo (vediamo), studìmo (studiamo) ecc. che, curiosamente, si riscontrano nei dialetti dell'area "borbonica" a Formia e in parte di Gaeta; abbiamo poi la parola ùttero o mammòccio, per dire "ragazzo" e soprattutto la metafonesi sabina delle vocali all'interno della parola (porco, coglio ecc.). A Terracina vi è oscillazione tra la metafonesi sabina e quella napoletana (es. lìette = letto), ma in questo secondo caso, a volte, è al di fuori delle condizioni regolari (es. buèno = buono). Gli articoli determinativi sono tipicamente "mediani": abbiamo ad es. glio (Sonnino, Priverno), gliù (Maenza), ju a San Felice ecc., come capita anche in quasi tutta l'area del Lazio "borbonico".
Compare anche il genere neutro, con piena dignità in alcune aree (Sonnino, Priverno: glio beglio = il bello, maschile; lo beglie = la bellezza, neutro; la beglia = la bella, femminile) sebbene con molte eccezioni morfologiche, ed in forma residuale in altre zone. Le vocali finali sono percepibili in tutti i dialetti (in alcuni casi sono non etimologiche: prevale ad esempio la desinenza -o per il maschile anche dove il latino prevede la -e, ad esempio jo cano = il cane) ad eccezione ancora dei dialetti terracinese e sanfeliciano, ove registriamo le atone finali come molti dei dialetti meridionali; nel terracinese contemporaneo la vocale atona tende piuttosto ad una -e generalizzata ('nu casine = una gran confusione). È diffusa, inoltre la palatalizzazione del latino -ll- in -gl- o in -j- (es. béglio = bello, cavàglio = cavallo, o anche cavàjo), tipica di tutti i dialetti del Lazio meridionale (anche di quello appartenuto al Regno di Napoli dove si parla il laziale meridionale), dell'Abruzzo e anche di qualche parlata della Campania settentrionale.
I dialetti di Sezze e, parzialmente, quello di Pisterzo, inoltre, sono gli unici dell'area in questione ove si verifica il fenomeno, tipico di gran parte delle parlate dell'attuale Provincia di Frosinone, della trasformazione della v in u (es. uìno = vino). Nella zona Lepina vi sono influssi in generale "pontifici": per es. vi è la riduzione della rr in unica r, come rileviamo in core (correre, stai a core = stai correndo), attèra (giù, sotto) o anche nei tempi verbali aréscrìvo (riscrivo), arévèngo (rivengo), o ancora in qualche elemento lessicale (càllo =caldo, che però ritroviamo anche in qualche comune delle aree meridionali della Provincia di Frosinone). Ovviamente, è molto forte l'influenza lessicale del Latino, substrato principale di tutte le parlate: ricordiamo le frasi addémàne cétto (domani mattina presto, diffuso soprattutto a Sonnino e Priverno) ove cetto deriva dal latino citus, o anche la parola lancerta (dal latino lacerta, lucertola).
Altri substrati antichi del lessico sono ravvisabili solo in minima parte ed essenzialmente nella toponomastica territoriale o in rari vocaboli: in primo luogo derivano da lingue italiche (umbro-osco, probabilmente attraverso il volsco): ad esempio Tifata = bosco di faggi (erroneamente tradotto Monte Delle Fate in italiano); secondariamente dal greco (antico o bizantino) e dalle lingue germaniche (forse attraverso il longobardo). In alcune zone (in particolare quella Ausona ed immediata pianura contermine), collocate in posizione intermedia tra Terracina e Sonnino, si parlano dialetti fortemente influenzati dal dialetto vallecorsano, portato da immigrati di Vallecorsa storicamente giunti per ragioni di economia rurale. Famiglie vallecorsane sono diffuse anche nell'area dell'Agro Pontino.

### Area meridionale della provincia
Lùccicantèlla calla calla, mitti fuoco alla cavalla, la cavalla dé glio ré, luccicantèlla mmàgni a 'mmé. (Castelforte).
A muorz' a muorz, a cìga a cìga, m'assicuur' la vicchiàie. (Gaeta).
Quest'area è compresa tra monte san Biagio e il confine regionale, cioè il fiume Garigliano. I dialetti di questa zona sono dialetti laziali meridionali e fanno parte dei dialetti meridionali: infatti le differenze dialettali tra lo stesso monte San Biagio (ultimo comune, provenendo da sud, dell'antico Regno di Napoli) e Sonnino (primo comune dello Stato Pontificio) sono molto nette. La situazione linguistica, comunque, è molto frastagliata. In questi dialetti rileviamo molte affinità lessicali col napoletano, come i termini "ngoppa/e = sopra, vagliòne = ragazzo (a Fondi è vajone), "accà = qui (a Itri e Sperlonga acché, a Castelforte e Santi Cosma e Damiano accàne), ma anche qualcuna con i Dialetti mediani, ad es. bìa = soltanto, a Castelforte, Santi Cosma e Damiano e Minturno (a Formia è Schìtto', come nel comune lepino di Sezze). Registriamo in tutti i dialetti la metafonesi "napoletana" (es ciènto = cento, piètto = petto) ad eccezione di Lenola, Fondi, Minturno, e Spigno Saturnia, ove compare quella "sabina", già vista per i dialetti mediani.
Per ciò che concerne il vocalismo, occorre dividere la zona in questione in tre sotto-aree: a) l'area intorno al Golfo di Gaeta, (con i comuni di Formia, Gaeta, Itri) e anche Sperlonga, ove abbiamo il conguaglio in "e" delle atone finali, come nella Campania occidentale, mentre le vocali all'interno delle parole rivelano un'affinità più con i dialetti pugliesi e molisani; b) La zona della piana di Fondi, con lo stesso Fondi e monte San Biagio, ove oltre alla e finale, vi sono turbamenti anche delle vocali interne, che tendono addirittura a sparire nel discorso veloce e enfatico, con eccezione Lenola, che ha un sistema vocalico simile a quello dei Dialetti mediani; c) L'area all'estremo limite dei Monti Aurunci e del confine regionale e provinciale (Castelforte, Santi Cosma e Damiano, Minturno, Spigno Saturnia). Qui le vocali "finali" sono nettamente percepibili e anche all'interno della parola abbiamo vocali simili a quelle dei dialetti mediani.
Gli articoli determinativi sono gli stessi dell'area "Lepina" (e dell'Abruzzo aquilano) cioè gliù o glio per dire "il", ad eccezione del dialetto del centro storico di Gaeta e delle Isole Ponziane. Rileviamo la presenza dell'antico genere neutro per materie, sostanze e altri sostantivi (ad es. a Castelforte e Santi Cosma e Damiano si dice glio motorino = il motorino, glio taòlino = il tavolino - notare l'assenza della v-, però poi abbiamo lo ggàsse = il gas, lo pà = il pane). L'articolo neutro non è previsto nei dialetti di Gaeta vecchia (ossia il centro storico di Gaeta) e delle Isole Ponziane. Notiamo la palatalizzazione di ll in gl, già presente nelle parlate del Lazio mediano. A Castelforte e Santi Cosma e Damiano e Minturno vi è anche quella da nn, in gn (es. àgno = anno, suògno = sonno, mùgno = mondo ecc.). Queste ultime due caratteristiche non si registrano, però, nel dialetto di Gaeta medievale e in quelli di Ponza e Ventotene. Per ciò che concerne la trasformazione di p in ch, essa si trova in quasi tutta l'area ad eccezione di Formia e Itri, ove vi è l'esito italiano (come nell'area "Lepina"). A Castelforte e Santi Cosma e Damiano vi è un'ulteriore accentuazione in ciù (più), uocci (occhi) ecc. Si può notare anche la trasformazione, nei vari dialetti di f in sc, ma solo in alcuni casi (es a Castelforte e Santi Cosma e Damiano troviamo soscià = soffiare, ma poi abbiamo gli fiùri = i fiori, che nel napoletano è e sciùre), poiché si stanno affermando, in tal caso, gli esiti della lingua italiana.
Gli unici tre dialetti di quest'area che possono esser definiti campani in maniera netta sono quelli del centro storico di Gaeta e delle Isole Ponza e Ventotene. Negli altri paesi vi è mescolanza lessicale, fermo restando che le parlate di tutta l'area sono chiaramente di natura altomeridionale. Particolarità da considerare è, poi, l'esito delle persone plurali del verbo presente, che è profondamente diverso da dialetto a dialetto: a Formia e in parte del Comune di Gaeta, troviamo magnìme = mangiamo, parlìme = parliamo, dìme = diamo, e anche magnìte = mangiate, parlìte = parlate, in accordo con alcuni dialetti mediani del gruppo laziale centro-settentrionale; a Gaeta vecchia abbiamo magnaam, parlàam, vuje parlaat, dààm con una pronuncia delle vocali interne piuttosto allungata; a Castelforte, Santi Cosma e Damiano e Minturno vi è pranzàmo o magnàmo, poi parlàmo; sempre in questi ultimi tre comuni per dire "vediamo" è utilizzato vedèmo, per "gli diàmo" c'è gli dàmo, che sono voci tipiche del dialetto Romanesco. Un ultimo aspetto che ricollega quest'area al napoletano è la "rotacizzazione" di d in r, (es. vèré = vedere) presente in quasi tutti i dialetti considerati, ad eccezione di quelli in prossimità del confine della Regione Lazio, cioè Castelforte, Santi Cosma e Damiano, Minturno, e Spigno Saturnia ove la d diviene t (petale = pedale, pommatoro = pomodoro, tìci = dire, dici ecc.).
Il fatto che anche negli idiomi dell'area pontina ci siano elementi che riconducono ai dialetti mediani è probabilmente dovuto al contatto tra i due sistemi linguistici lungo il confine tra antichi Stato Pontificio e Regno di Napoli, un areale dal punto di vista geografico piuttosto aperto agli scambi, ma anche, più generalmente, all'affinità strutturale tra i dialetti mediani e quelli meridionali. Tuttavia è possibile, come ipotizzato da alcuni studiosi, che nei dialetti di quest'area similmente a quelli di parte della zona meridionale della provincia di Frosinone la componente affine ai dialetti mediani agisca a livello di substrato, ossia che in tali territori si parlassero in epoche antiche dialetti schiettamente mediani, solo successivamente modificatisi in senso meridionale per l'azione di assimilazione linguistica derivante dall'appartenenza al regno borbonico: a favore di questa ipotesi vi sarebbe l'osservazione che le caratteristiche mediane sono maggiori non tanto nelle aree settentrionali ed in prossimità del confine storico-linguistico, quanto nelle aree montane e nei centri più isolati (generalmente più conservativi dal punto di vista linguistico) come Spigno o Castelforte, mentre le parlate più schiettamente campane si ascoltano nei centri di pianura (tipicamente più innovatori) come Formia, Gaeta o Fondi.

## Comuni

Gonfalone provinciale

La provincia di Latina comprende 33 comuni di seguito elencati per popolazione (dati  Istat (archiviato dall'url originale il 27 luglio 2020). del 19 settembre 2023): 
| Posizione | Stemma | Comune                | Popolazione | Superficie (km²) | Densità (ab./km²) | Altitudine (m s.l.m.) | Mappa nella provincia |
| --------- | ------ | --------------------- | ----------- | ---------------- | ----------------- | --------------------- | --------------------- |
| 1°        |        | Latina                | 127 321     | 277,62           | 464               | 21                    |                       |
| 2°        |        | Aprilia               | 74 240      | 178,11           | 419               | 80                    |                       |
| 3°        |        | Terracina             | 44 586      | 136              | 340               | 22                    |                       |
| 4°        |        | Fondi                 | 39 572      | 143              | 278               | 8                     |                       |
| 5°        |        | Formia                | 36 997      | 73               | 524               | 19                    |                       |
| 6°        |        | Cisterna di Latina    | 36 075      | 144              | 255               | 77                    |                       |
| 7°        |        | Sezze                 | 23 703      | 101              | 246               | 319                   |                       |
| 8°        |        | Minturno              | 20 194      | 42               | 472               | 141                   |                       |
| 9°        |        | Sabaudia              | 19 453      | 145              | 140               | 17                    |                       |
| 10°       |        | Gaeta                 | 19 322      | 28               | 748               | 2                     |                       |
| 11°       |        | Pontinia              | 15 043      | 112              | 133               | 4                     |                       |
| 12°       |        | Priverno              | 13 732      | 56               | 258               | 151                   |                       |
| 13°       |        | Cori                  | 10 356      | 86               | 129               | 286                   |                       |
| 14°       |        | Itri                  | 10 372      | 101,15           | 106               | 286                   |                       |
| 15°       |        | Sermoneta             | 10 000      | 45               | 226               | 237                   |                       |
| 16°       |        | San Felice Circeo     | 10 091      | 32,63            | 307               | 98                    |                       |
| 17°       |        | Sonnino               | 7 365       | 63,82            | 118               | 430                   |                       |
| 18°       |        | Santi Cosma e Damiano | 6 871       | 31,61            | 218               | 181                   |                       |
| 19°       |        | Monte San Biagio      | 6 018       | 65,1             | 97                | 133                   |                       |
| 20°       |        | Roccagorga            | 4 178       | 24,49            | 176               | 287                   |                       |
| 21°       |        | Lenola                | 4 056       | 45,24            | 93                | 475                   |                       |
| 22°       |        | Castelforte           | 4 021       | 29,71            | 139               | 162                   |                       |
| 23°       |        | Norma                 | 3 640       | 31,22            | 124               | 444                   |                       |
| 24°       |        | Ponza                 | 3 299       | 10,16            | 337               | 10                    |                       |
| 25°       |        | Sperlonga             | 3 026       | 19,49            | 164               | 55                    |                       |
| 26°       |        | Maenza                | 2 932       | 42,13            | 73                | 358                   |                       |
| 27°       |        | Spigno Saturnia       | 2 856       | 38,74            | 75                | 46                    |                       |
| 28°       |        | Bassiano              | 1 439       | 32,4             | 46                | 562                   |                       |
| 29°       |        | Prossedi              | 1 130       | 35,37            | 34                | 206                   |                       |
| 30°       |        | Roccasecca dei Volsci | 1 023       | 23,5             | 48                | 376                   |                       |
| 31°       |        | Rocca Massima         | 1 073       | 18,17            | 60                | 735                   |                       |
| 32°       |        | Ventotene             | 694         | 1,75             | 431               | 18                    |                       |
| 33°       |        | Campodimele           | 568         | 38,38            | 16                | 647                   |                       |

## Arcipelago delle Isole Ponziane

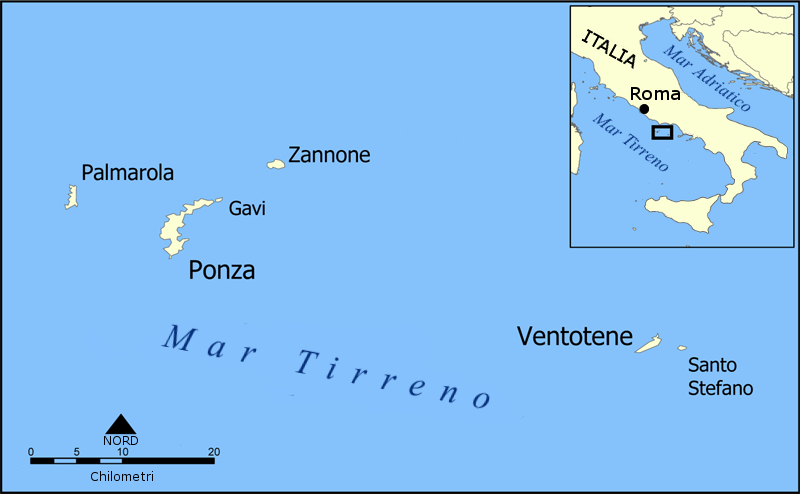
L'Arcipelago delle Isole Ponziane

L'arcipelago è composto da due gruppi di isole.

### Ponza
Il Comune di Ponza ha la responsabilità amministrativa su 4 isole:
- Isola di Ponza
- Isola Palmarola
- Isola Zannone
- Isola di Gavi

| Stemma | Comune | Popolazione (ab) | Superficie (km²) | Densità (ab./km²) | Altitudine (m s.l.m.) | Prefisso tel |
| ------ | ------ | ---------------- | ---------------- | ----------------- | --------------------- | ------------ |
|        | Ponza  | 3.325            | 9,87             | 328               | 10                    | 0771         |

### Ventotene
Il Comune di Ventotene invece amministra le sue due isole:
- isola di Ventotene
- isola di Santo Stefano

| Stemma | Comune    | Popolazione (ab) | Superficie (km²) | Densità (ab./km²) | Altitudine (m s.l.m.) | Prefisso tel |
| ------ | --------- | ---------------- | ---------------- | ----------------- | --------------------- | ------------ |
|        | Ventotene | 746              | 1,54             | 411               | 18                    | 0771         |

## Società

### Etnie e minoranze straniere
Al 31 dicembre 2014 nella provincia di Latina risultano residenti 45 749 cittadini stranieri, pari al 7,99% della popolazione. Le nazionalità maggiormente rappresentate in base alla loro percentuale sul totale della popolazione residente erano:
- Romania: 18 842, 3,29%
- India: 9 138, 1,6%
- Albania: 2 158, 0,38%
- Ucraina: 1 761, 0,31%
- Marocco: 1 376, 0,24%
- Polonia: 1 229, 0,21%
- Filippine: 1 115, 0,19%
- Tunisia: 1 010, 0,18%

Fonte: ISTAT.

### Qualità della vita
Nella classifica 2018 della qualità della vita, elaborata dal quotidiano Sole 24 ore, la provincia di Latina occupa la 72ª posizione in Italia, risalendo di dieci posizioni rispetto all'anno precedente ed è al secondo posto nel Lazio dopo Roma.

## Galleria d'immagini

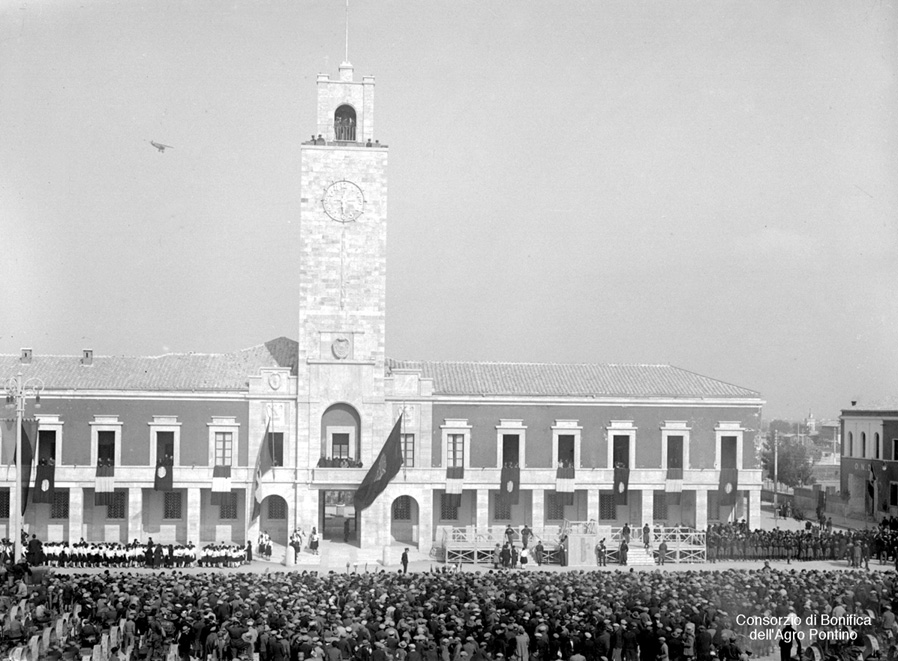
Latina
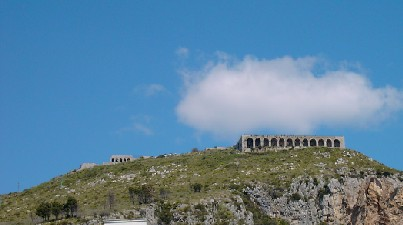
Tempio di Giove Anxur (Terracina)
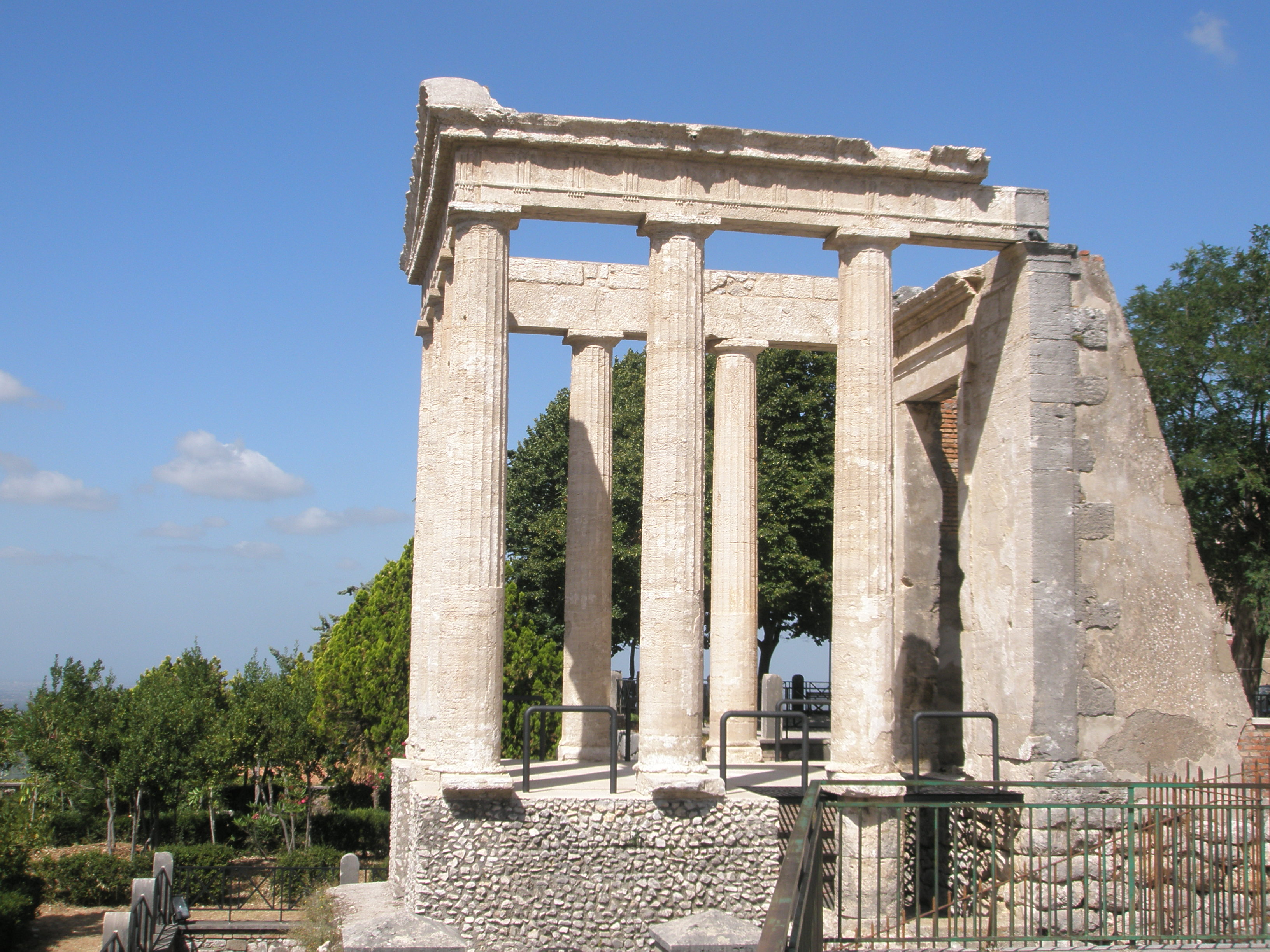
Cori
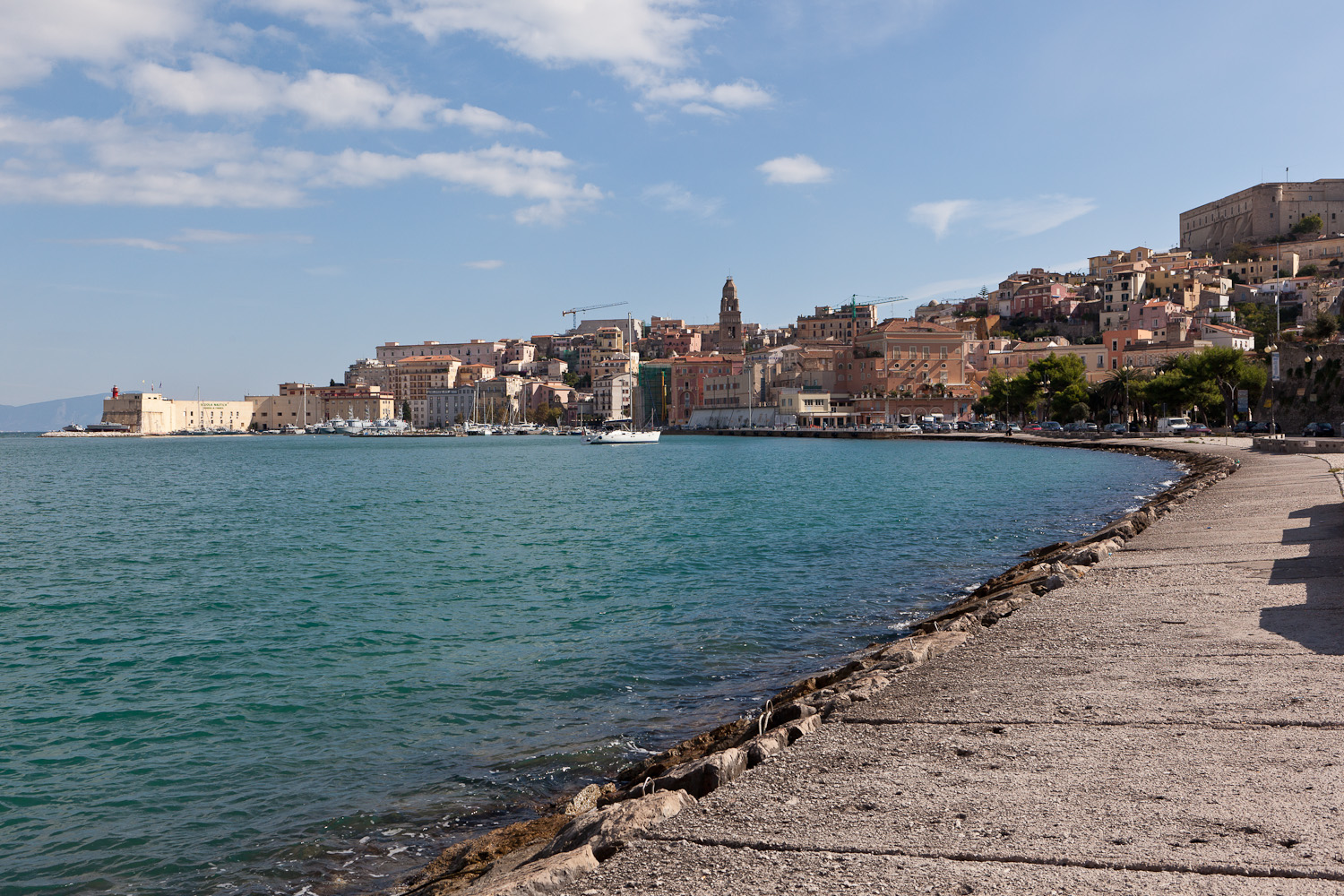
Gaeta
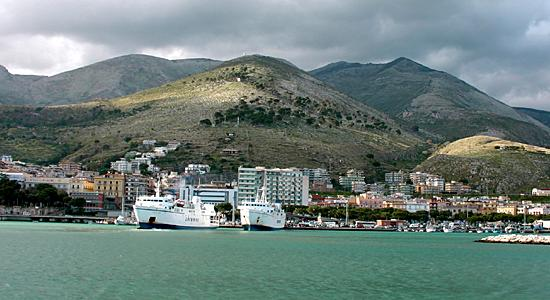
Formia
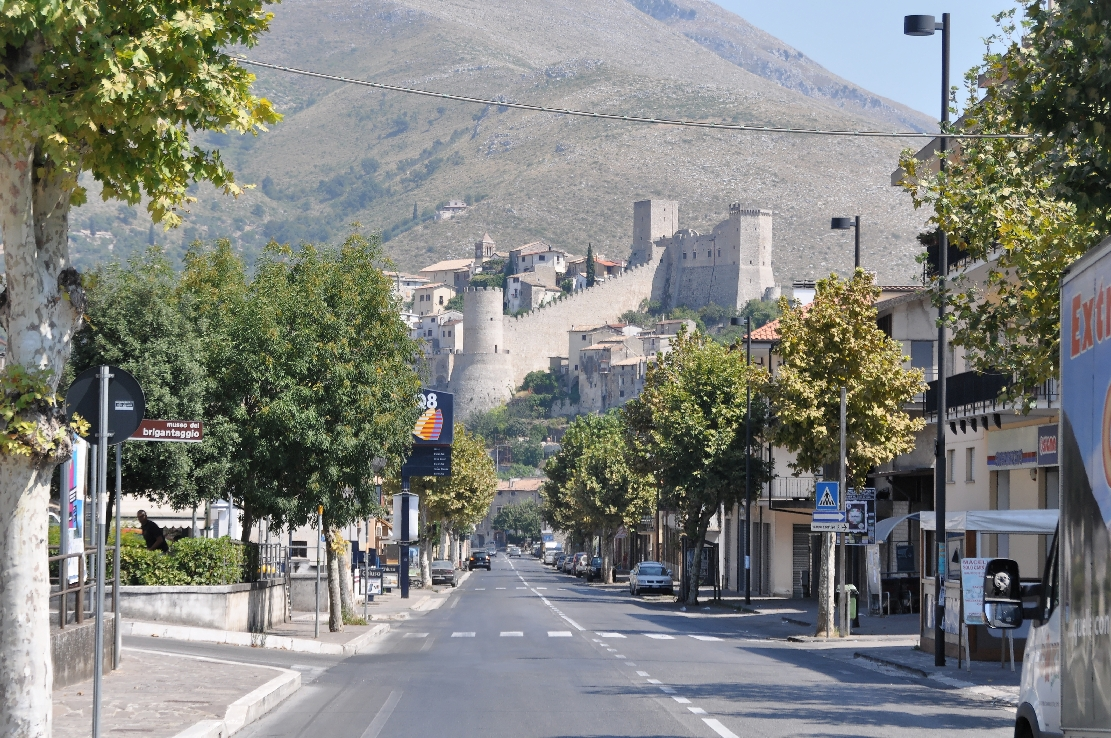
Castello di Itri (Itri)
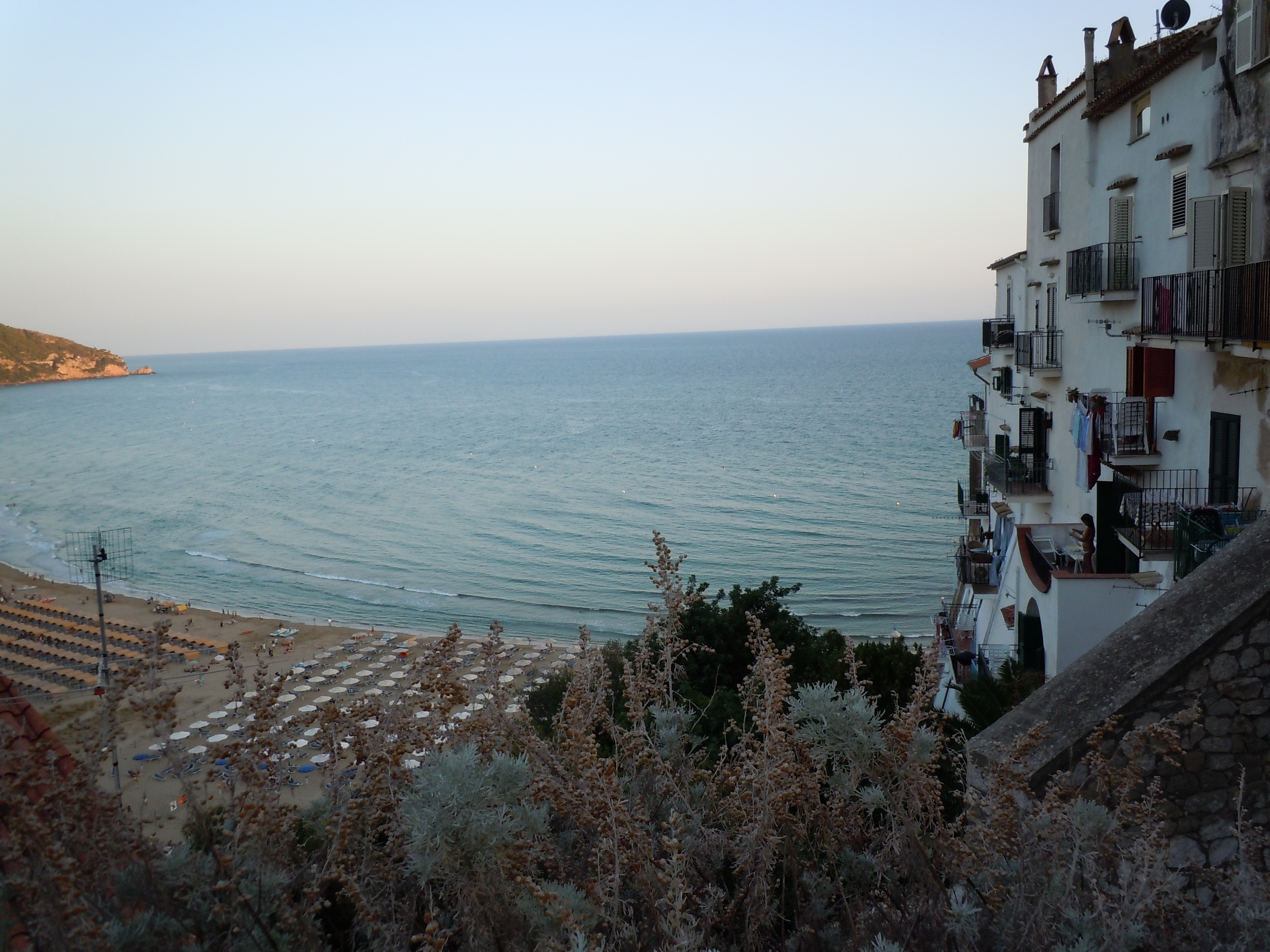
Sperlonga (Spiaggia)
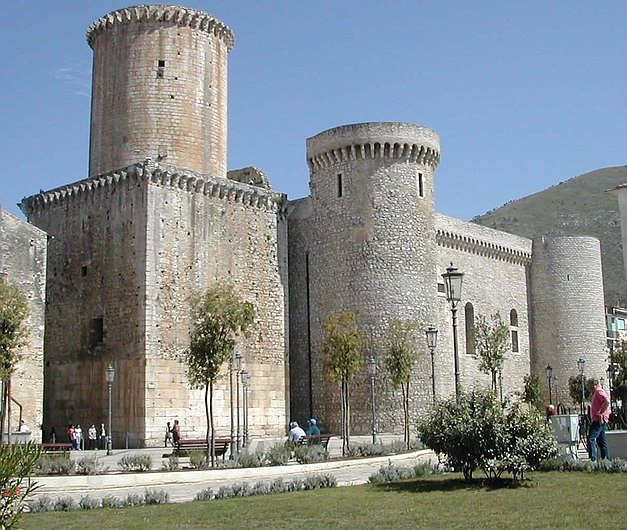
Fondi
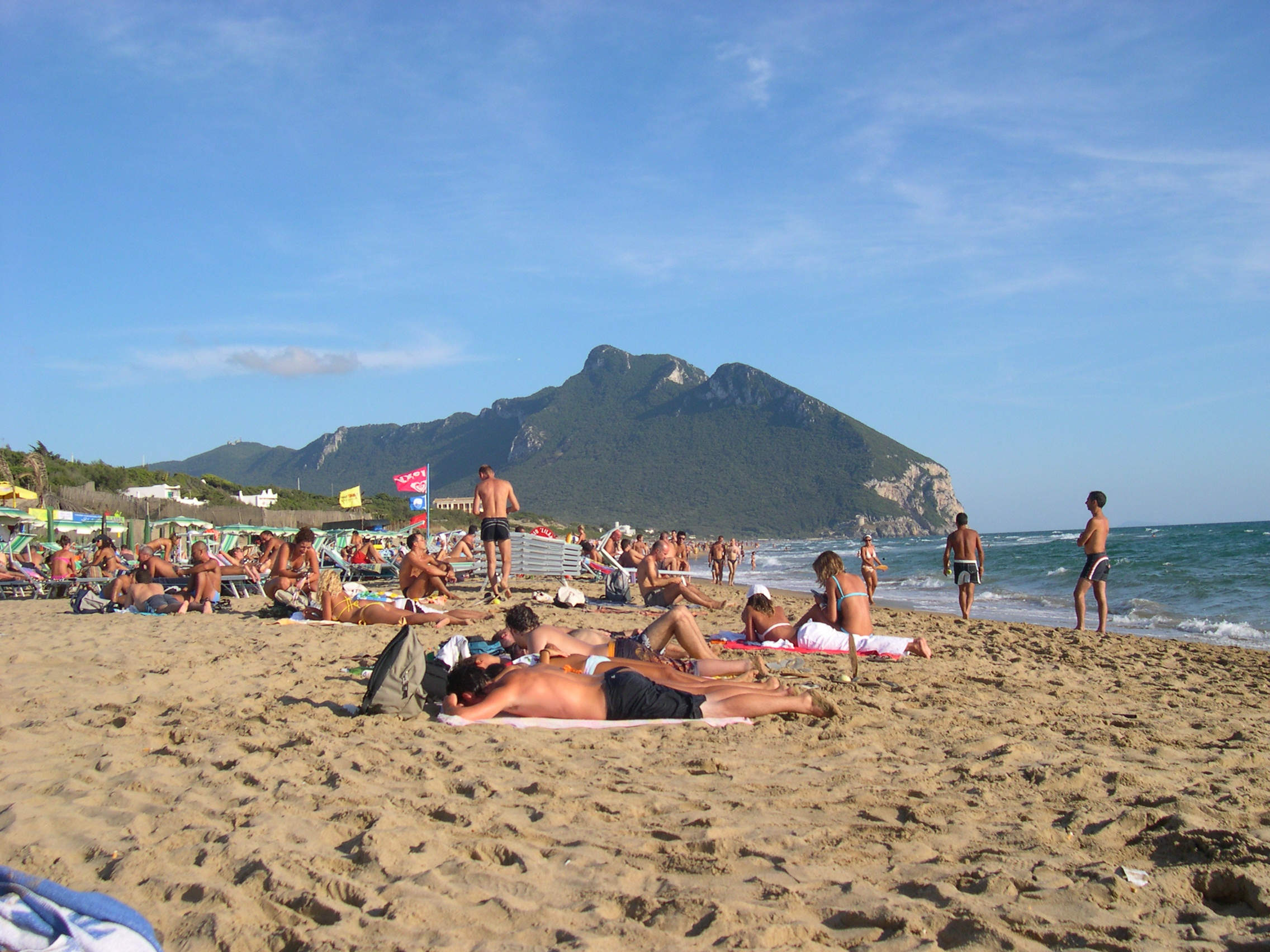
Sabaudia
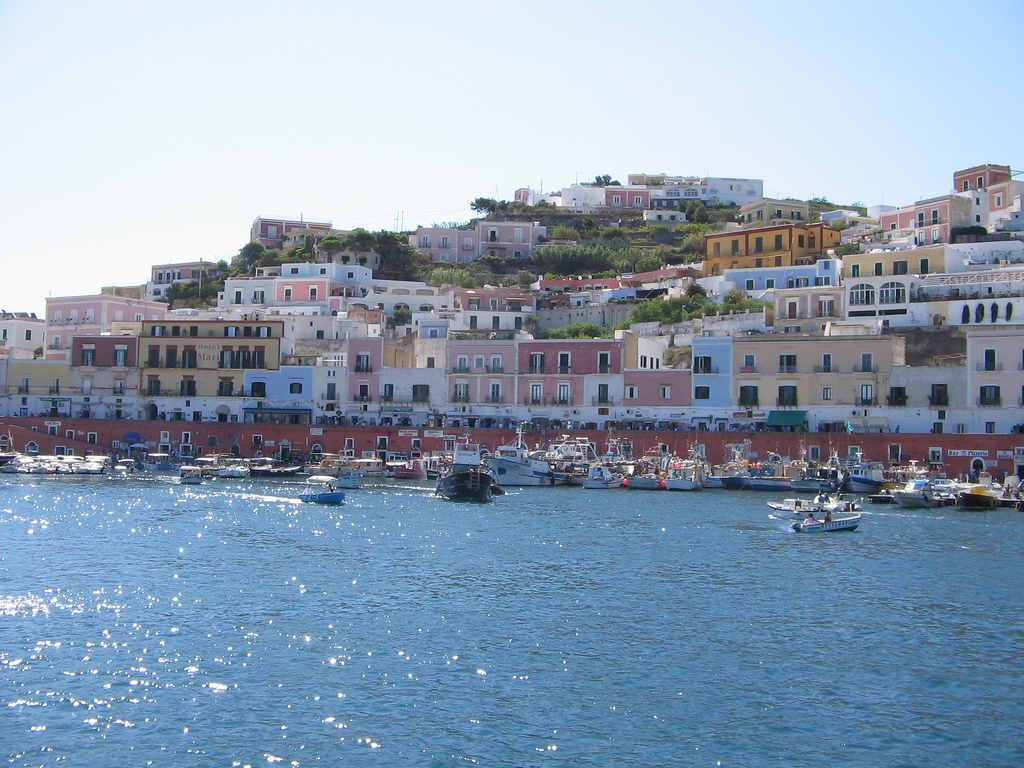
Ponza
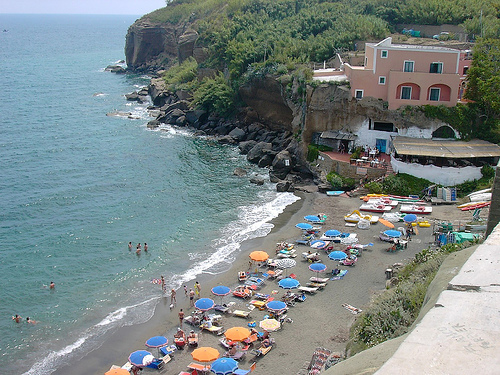
Ventotene